# 聖詹姆斯堂區 (牙買加)
聖詹姆斯堂區（英語：Saint James Parish）是牙買加的14個堂區之一，屬於康沃爾郡的一部分，位於該國西北部，北臨加勒比海，東鄰特里洛尼堂區，南接聖伊麗莎白堂區，西毗汉诺威堂区，首府設於蒙特哥貝，面積595平方公里，2008年人口200,000。

## 外部連結
- Parish Information
- Statistical Institute of Jamaica （页面存档备份，存于）
- The parishes of Jamaica
- St James

18°23′N 77°53′W / 18.383°N 77.883°W